# هو الوحيد الذي يعلم ما الحنين

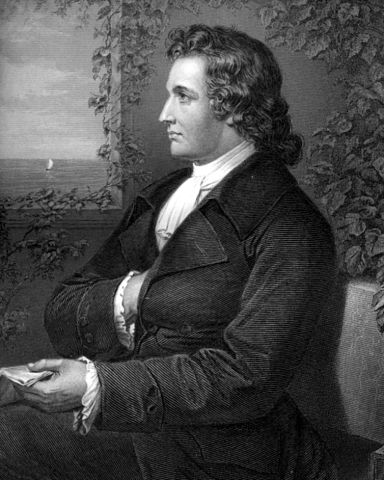
يوهان فولفغانغ فون غوته

هو الوحيد الذي يعلم ما الحنين (بالألمانية: Nur wer die Sehnsucht kennt) قصيدة من تأليف الشاعر الألماني يوهان فولفغانغ فون غوته، القصيدة تظهر في روايته «سنوات تعلم فلهلم مايستر» (1795)، وهي أحد أغاني «ميجنون» (Mignon) وهي شخصية في الرواية. تم تحويلها إلى موسيقى من قبل العديد من الملحنين، ومنهم لودفيج فان بيتهوفن، فرانز شوبرت، روبرت شومان، هوجو وولف، بيتر إليتش تشايكوفسكي.

## وصلات خارجية
- هو الوحيد الذي يعلم ما لحنين، على الفهرس العالمي.
- هو الوحيد الذي يعلم ما الحنين، على مكتبة جامعة هارفارد.
- هو الوحيد الذي يعلم ما لحنين، على مكتبة جامعة ميشيغان.
- هو الوحيد الذي يعلم ما لحنين، على مكتبة جامعة ويسكونسن-ماديسون.